# John Albert Cockerill
Pour les articles homonymes, voir John Cockerill (homonymie).
John Albert Cockerill, né le 4 décembre 1845 à Locust Grove, Adams County, Ohio (en) et mort au Caire le 10 avril 1896, est un journaliste américain. 

## Biographie
Fils du général de brigade Joseph R. Cockerill (en), John A. Cockerill s'engage comme drummer boy à 15 ans lors de la guerre de Sécession. Il devient ensuite journaliste et rapidement, dès 1868, est nommé rédacteur en chef du Dayton Daily Ledger. En 1872, rédacteur en chef du Cincinnati Enquirer, il est correspondant de guerre lors du conflit russo-turque de 1877-1878. 
En 1878, il est rédacteur en chef de la Baltimore Gazette (en) et ensuite rédacteur en chef du St. Louis Post-Dispatch de Joseph Pulitzer. Dans un éditorial, il critique la conduite de James Broadhead (en) du cabinet d'avocats Broadhead, Slayback and Haeussler. Neuf ans après l'incident, Broadhead est candidat au Congrès. L'affaire dégénère en une querelle personnelle entre Cockerill et Alonzo W. Slayback (en), un associé du cabinet d'avocats. Le 5 octobre 1882, Slayback et un ami, William Clopton, se rendent au Post-Dispatch et entre dans le bureau de Cockerill pour exiger des excuses. Au cours de la bagarre qui suit, Cockerill tire et tue Slayback. Les partisans de Cockerill affirme qu'il a tiré en état de légitime défense, mais Clopton déclare que Slayback n'était pas armé. L'avocat Charles P. Johnson est le défenseur de Cockerill. Le verdict donné par le jury est que Cockerill est auteur d'un « homicide justifiable commis en état de légitime défense ». Cockerill quitte alors Saint-Louis mais Pulitzer l'engage comme rédacteur en chef du New York World puis du New York Herald.
En 1891, envoyé spécial en Extrême-Orient pour le New York Advertiser, il écrit des articles à la louange du Japon qui lui valent de la part de l'Empereur du Japon l'Ordre du Trésor sacré. Au moment de cet honneur, seuls deux autres hommes, autres que les nobles japonais, avaient reçu cette marque de distinction. 
Selon une nécrologie de Chicago, alors qu'il est en mission en Égypte, il se trouve dans un salon de coiffure d'un hôtel du Caire lorsqu'il a soudainement une attaque et meurt quelques heures plus tard. Il est inhumé au cimetière Bellefontaine à Saint-Louis.
Président du New York Press Club (en), il a aussi comme démocrate participé à l'administration du président Benjamin Harrison. En 1965, Homer King publie un livre sur sa vie : Pulitzer's Prize Editor: A Biography of John A. Cockerill, 1845-1896.